# Ignacio Elizondo
Francisco Ignacio de Elizondo y Villarreal (Nuestra Señora de Guadalupe de Salinas, Nuevo Reino de León, Nueva España, 4 de marzo de 1766 - San Marcos, Texas, Nueva España, 2 de septiembre de 1813), fue un coronel realista, conocido principalmente por su conspiración contra los líderes del movimiento insurgente antecesor a la Independencia de México (Miguel Hidalgo, Ignacio Allende, Mariano Abasolo, Mariano Jiménez y Juan Aldama), apresándolos el 21 de marzo de 1811 en Acatita de Baján (Coahuila), tras fingir intención de unirse a sus filas.

## Antecedentes a la Independencia
Nació el 4 de marzo de 1766 en Salinas, Reino de Nuevo León, siendo hijo de don José Marcos de Elizondo y González de Ochoa, y de doña Ana Josefa de Villarreal y González de Paredes. Durante su infancia, Elizondo vivió en la hacienda de Pesquería Grande (actual García, Nuevo León). Pertenecía a una connotada familia de fundadores y pobladores españoles del norte de la Nueva España, siendo bisnieto del general Pedro de Elizondo, teniente de gobernador y capitán general del Reino de Nuevo León bajo la gobernatura de Pedro de Saravia Cortés, a su vez nieto del capitán Francisco de Elizondo y Urdiñola, uno de los fundadores de las minas de Mazapil, junto al capitán Francisco de Urdiñola. Por su madre, era descendiente del capitán Diego de Villarreal, fundador del Valle de las Salinas, alcalde mayor de las minas de Almadén. En 1787 Ignacio Elizondo contrajo matrimonio con María Gertrudis García de la Garza, quien falleció el 6 de marzo de 1797 a causa de complicaciones de postparto cuando nació su hijo José Rafael Eusebio de Elizondo. Su hermano Nicolás fue el abuelo materno de Evaristo Madero Elizondo, abuelo del presidente Francisco Ignacio Madero.

## Su carrera militar
Ignacio de Elizondo inició su carrera militar en 1798, después de ser designado en la milicia provincial de Pesquería Grande. Dos años después fue honrado capitán de los Dragones Provinciales de Lampazos. Era uno de los presidios militares más grandes e importantes del noreste de la Nueva España. Sin embargo, al año siguiente renunció a su puesto y volvió a su posición en la milicia provincial de Pesquería Grande. En 1806, el gobernador del Reino de Nuevo León, don Pedro de Herrera y Leyva le encomendó la tarea de comandar la Octava Compañía Militar de Dragones Provinciales de Lampazos, debido a la matanza de civiles a causa de las invasiones frecuentes de los apaches en la zona norte del Nuevo Reino de León. Elizondo cumplió con su misión y volvió a Pesquería Grande. Después de algunas encomiendas Elizondo quería dejar el presidio y dedicarse a sus haciendas. Tras negársele este permiso previamente por parte del gobernador Pedro de Herrera le solicitó al virrey Iturrigaray a través de una carta que le eximiera y le dejara terminar con su posición el presidio militar porque esto le causaba serios problemas financieros en sus haciendas y estaban siendo descuidadas y abandonadas en su administración, en la carta le comentaba sobre la situación con el gobernador Pedro de Herrera, hecho que empeoraría los problemas con él, además de su endeudamiento con haciendas pertenecientes de la iglesia, le llevarían a tomar la decisión de cambiarse de domicilio a la Hacienda de San Juan de Canoas, en la provincia de Coahuila. En ese mismo año contrae nupcias con María Romana Carrasco. En esa misma provincia adquiere la administración de la hacienda del Álamo, en la jurisdicción de Monclova.

## Movimiento Contra-Insurgente
Elizondo dejó brevemente su servicio militar poco antes del Grito de Dolores y el inicio de la guerra Independencia de México. En las Provincias Internas de Oriente, el movimiento de Independencia no fue bien recibido en sus inicios por una parte importante de la población, ya que su objetivo de insurgencia no era del todo comprendido, al tener una poca densidad de población predominantemente criolla en pueblos aislados unos de otros, quienes se encontraban en guerra constante contra las invasiones de apaches, comanches y otras tribus indígenas principalmente de Texas. Sin embargo, al paso de los once años de guerra, la causa insurgente sería subsecuentemente aceptada en toda la región, teniendo importantes figuras como Fray Servando Teresa de Mier. Poco después de la noticia de la insurrección en las Provincias Internas de Oriente, las provincias de Coahuila, Nuevo Santander, y Texas se declaran del lado de los realistas por parte de sus gobernantes, mientras que en el Nuevo Reino de León el gobernador Manuel de Santa María, se une a la causa de los rebeldes. Elizondo en sus inicios sentía lealtad al rey Fernando VII y se proclamaba realista, por lo que su posterior cambio al lado insurgente sería no del todo por convicción propia, sino posiblemente un fingimiento, lo que explicaría su lealtad final al realismo. El gobernador Santa María fue destituido de su cargo por el realista Simón de Herrera, hermano del gobernador Pedro de Herrera, con quien Elizondo había tenido altercados años atrás, aunque ambos aceptarían el realismo. 
Los historiadores debaten acerca de si el general Ramón Díaz de Bustamante o el obispo Primo Feliciano Marín de Porras influyeron en la decisión de Elizondo para volver al realismo, se sabe de antemano que el obispo Primo Marín de Porras, tenía una muy estrecha amistad con Elizondo, sin embargo este se encontraba en Nuevo Santander días antes de la captura de los insurgentes, por lo que después de la reunión con el general Ramón Díaz de Bustamente, Elizondo realizaría el plan de conspiración en la captura de Miguel Hidalgo, Ignacio Allende, Mariano Abasolo, Mariano Jiménez y Juan Aldama en marzo de 1811, el cual terminaría con la primera fase de la rebelión.

## Muerte
La conspiración de Ignacio Elizondo fue celebrada por los realistas como una gran victoria. El general realista Félix María Calleja Del Rey le envió una felicitación y le envió una carta al rey español, sobre la victoria de Elizondo. La victoria no era una acción militar, sino la captura de los principales jefes insurgentes quienes encabezan la lucha de la Independencia de México. Como premio, recibió el grado de Coronel del ejército español.
Sin embargo, su acción traería una reacción negativa contra su persona de parte de los insurgentes, de los cuales él se declaró una vez partícipe. Durante una expedición en Texas, Ignacio Elizondo fue reconocido y asesinado a cuchilladas por el teniente Miguel Serrano, mientras dormía en su campamento a orillas del río San Marcos en Texas. 